# Рославлево (Тутаевский район)
Рославлево — деревня в Тутаевском районе Ярославской области России. 
В рамках организации местного самоуправления входит в Левобережное сельское поселение, в рамках административно-территориального устройства — относится к Великосельскому сельскому округу.

## География
Расположено в 23 километрах к северу от райцентра города Тутаев.

## История
Время сооружения каменной церкви в селе относится к 1769 году. В ней было два престола: Казанской Божьей Матери и Святителя и Чудотворца Николая. 
В конце XIX — начале XX село входило в состав Понгиловской волости Романово-Борисоглебского уезда Ярославской губернии.
С 1929 года деревня являлась центром Рославлевского сельсовета Тутаевского района, с 1954 года — в составе Усольцевского сельсовета, с 1959 года — в составе Великосельского сельсовета, с 2005 года — в составе Левобережного сельского поселения.

## Население
| 1859 | 1914 | 2002 | 2007 | 2010 |
| ---- | ---- | ---- | ---- | ---- |
| 57   | ↗80  | ↘57  | ↘48  | →48  |